# Bracket (duo musicale)
I Bracket sono un duo musicale nigeriano afropop e R&B composto da Obumneme Ali in arte Smash e Nwachukwu Ozioko in arte Vast. Originariamente erano un trio, ma il terzo membro, chiamato Bishop, ha lasciato il gruppo.
Nel 2012, i Bracket hanno ricevuto un premio onorario dalla città di Filadelfia presso l'African American Museum di Filadelfia negli USA.
Nel 2015 hanno pubblicato il loro quarto album in studio intitolato Alive.

## Premi e riconoscimenti
- The Headies
  - 2012 - Artist of the Year[4]
- Nigeria Entertainment Awards
  - 2012 - candidatura Best Indigenous Artist/Group e Best Collaboration of the Year

## Discografia

### Album
- 2006 - Happy Day
- 2009 - Least Expected
- 2011 - Cupid Stories
- 2015 - Alive